# 一体型土地区画整理事業
一体型土地区画整理事業（いったいがたとちくかくせいりじぎょう）
大都市地域における宅地開発及び鉄道整備の一体的推進に関する特別措置法（宅鉄法）により、新たな鉄道の整備によって大量の住宅地供給が促進されることが見込まれる地域において、宅地開発と鉄道整備を一体的に推進するために設立された土地区画整理事業。

## 概要
首都圏新都市鉄道つくばエクスプレス沿線である埼玉県八潮市の八潮南部西一体型特定土地区画整理事業や、茨城県の中央 (守谷市)で行われているものがその代表例。
宅鉄法の規定により定めた基本計画において、重点地域として設定された区域内のうち、鉄道路及び停車場といった特定鉄道施設を含む地区で施行する。
この事業では換地の特例として、事業計画の工事後60日以内であれば特定鉄道事業者、地方公共団体、都市再生機構、地方住宅供給公社、全国市町村土地開発公社が所有する宅地については所有者の申し出により、鉄道施設用地の確保等を目的に事業計画に定める「鉄道施設区」へ換地を行うことができるようにしてある。なお、この申し出に係る宅地については、建築物その他の工作物が存せず、また、地役権を除く他人の権利の目的となっていないことが必要である。
施工者は、鉄道施設区域への申し出換地に係る宅地が、鉄道敷地区域の面積と等しいかこれを超える場合には、申し出期間経過後、遅滞なく宅地を鉄道施設区域に定める指定をし、換地計画において換地を鉄道施設区域に定めなければならない。また、鉄道施設区域内に申し出に係る宅地以外の土地があるときは、換地として定めず保留地として定めるものとされている。